# Ван дер Линден, Хенк
Хендрик (Хенк) ван дер Линден (нидерл. Hendrik "Henk" van der Linden; 7 декабря 1918, Амстердам — 9 ноября 1985, Харлем) — нидерландский футболист, выступал на позиции центрального защитника.
В 1939 году ван дер Линден перешёл из клуба ТОГ в состав амстердамского «Аякса». В команде Хенк дебютировал 29 октября 1939 года в гостевом матче против «Стормвогелса». Встреча завершилась победой его команды со счётом 0:1. Во время Второй мировой войны он переехал в Гронинген и стал выступать за клуб «Бе Квик», но после войны вернулся в «Аякс». В общей сложности ван дер Линден отыграл за амстердамцев 86 матчей и забил 11 голов в чемпионате. В августе 1948 года перешёл в «Харлем».
В составе сборной Нидерландов дебютировал 10 марта 1946 года в товарищеском матче против Люксембурга, завершившемся крупной победой нидерландцев со счётом 2:6. Всего за сборную отыграл семь матчей, в двух играх был капитаном команды.

## Статистика

### Матчи ван дер Линдена за сборную Нидерландов
| Матчи ван дер Линдена за сборную Нидерландов | Матчи ван дер Линдена за сборную Нидерландов | Матчи ван дер Линдена за сборную Нидерландов | Матчи ван дер Линдена за сборную Нидерландов | Матчи ван дер Линдена за сборную Нидерландов | Матчи ван дер Линдена за сборную Нидерландов |
| -------------------------------------------- | -------------------------------------------- | -------------------------------------------- | -------------------------------------------- | -------------------------------------------- | -------------------------------------------- |
| №                                            | Дата                                         | Соперник                                     | Счёт                                         | Голы ван дер Линдена                         | Соревнование                                 |
| 1                                            | 10 марта 1946                                | Люксембург                                   | 6:2                                          | —                                            | Товарищеский матч                            |
| 2                                            | 12 мая 1946                                  | Бельгия                                      | 6:3                                          | —                                            | Товарищеский матч                            |
| 3                                            | 30 мая 1946                                  | Бельгия                                      | 2:2                                          | —                                            | Товарищеский матч                            |
| 4                                            | 27 ноября 1946                               | Англия                                       | 2:8                                          | —                                            | Товарищеский матч                            |
| 5                                            | 7 апреля 1947                                | Бельгия                                      | 2:1                                          | —                                            | Товарищеский матч                            |
| 6                                            | 26 мая 1947                                  | Франция                                      | 0:4                                          | —                                            | Товарищеский матч                            |
| 7                                            | 21 сентября 1947                             | Швейцария                                    | 6:2                                          | —                                            | Товарищеский матч                            |

Итого: 7 матчей / 0 голов; 4 победы, 1 ничья, 2 поражения.